# Danger, Go Slow
Danger, Go Slow è un film muto del 1918 diretto da Robert Z. Leonard.

## Trama
Muggsy Mulane è una trovatella che fa parte di una banda di truffatori. Muggsy - che si veste sempre da ragazzo - salta su un treno merci dopo che Jimmy "l'anguilla", il capobanda, è stato arrestato. A Cottonville, un piccolo villaggio, Muggsy fa amicizia con zia Sarah, che scoprirà essere la madre di Jimmy. La donna sta per perdere la fattoria a causa del giudice Cotton, in possesso dell'ipoteca della proprietà. Muggsy, allora, minaccia di ricattarlo e il giudice cede. La ragazza riesce a vendere parte della tenuta di zia Sarah a un prezzo molto alto e convince anche Jimmy a ritornare a casa, abbandonando le cattive compagnie che lo avevano portato sulla brutta strada.

## Produzione
Il film fu prodotto dall'Universal Film Manufacturing Company.

## Distribuzione
Distribuito dall'Universal Film Manufacturing Company, il film uscì nelle sale cinematografiche USA il 16 dicembre 1918.
Non si conoscono copie ancora esistenti della pellicola che viene considerata presumibilmente perduta.